# 福井県道248号武生池田線
福井県道248号武生池田線（ふくいけんどう248ごう たけふいけだせん）は福井県越前市と今立郡池田町を結ぶ一般県道（福井県道）である。

## 概要
路線名は越前市旧武生市域と今立郡池田町を結ぶとされている路線であるが、池田町域は国道417号に重複している。

### 路線データ
- 起点：福井県越前市神明町
- 終点：福井県今立郡池田町

## 道路状況
単独区間は旧武生市域を除いてほぼ全線未舗装の路線であったが、現在は舗装済み区間の割合のほうが多くなっている。全線を通して道幅は完全1車線であり、離合は起点から終点までほぼ不可能である。この道路は急斜面を登る路線のため、9箇所のヘアピンカーブからなるつづら折れによって高度を稼いでいる。

## 交差する道路
- 福井県道12号武生停車場線（起点）
- 福井県道19号武生米ノ線（起点）
- 国道8号
- 福井県道201号菅生武生線
- 国道417号
- 国道476号（終点）